# Liz Anderson
Liz Anderson (Roseau (Minnesota), 13 janvier 1927 - Nashville, 31 octobre 2011) est une chanteuse de country américaine. 